# Antonio Isasi-Isasmendi
Pour les articles homonymes, voir Isasi.
Antonio Isasi-Isasmendi, né le 22 mars 1927 à Madrid et mort le 28 septembre 2017 à Ibiza, est un réalisateur espagnol.

## Biographie

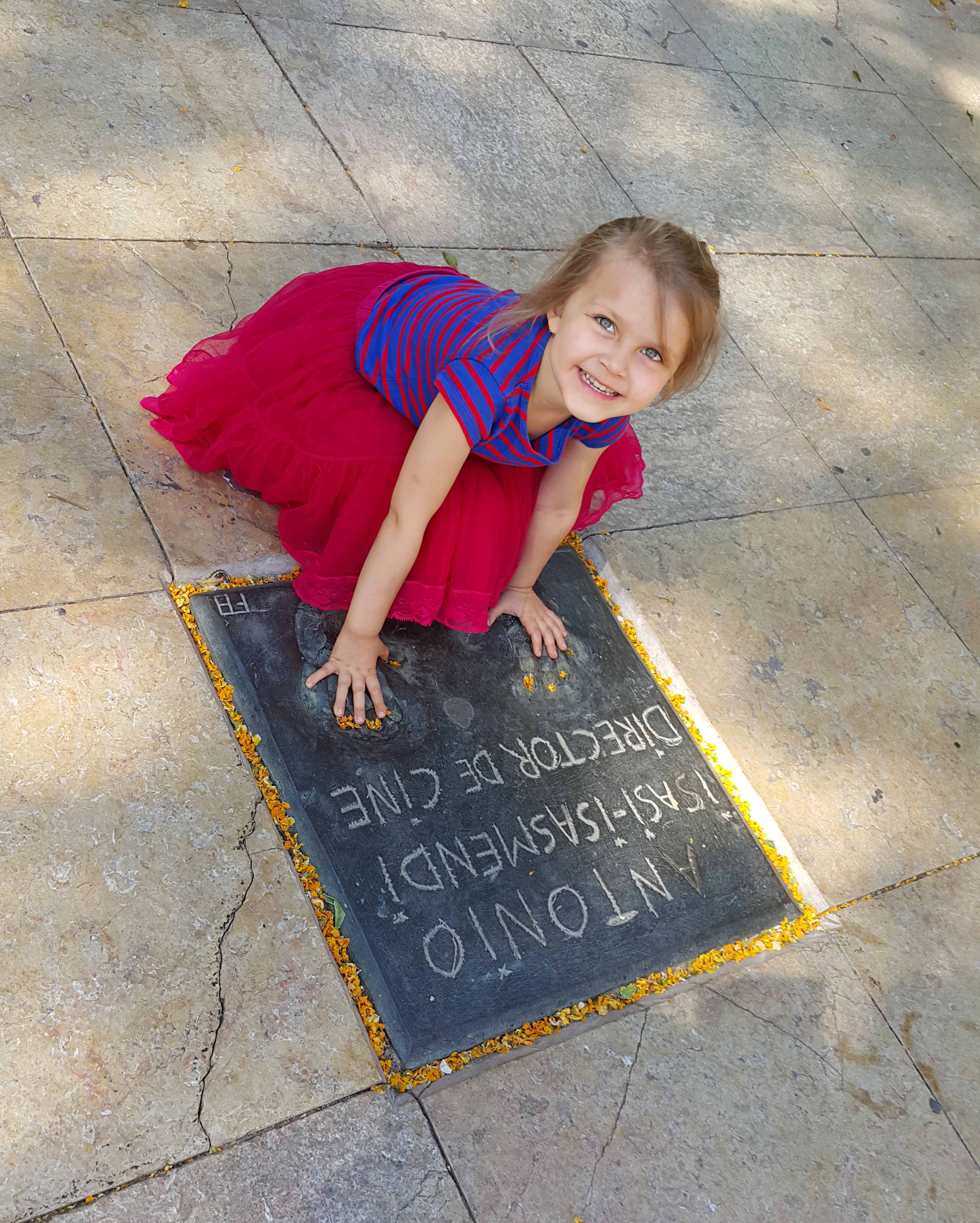
Une enfant sur la plaque commémorative d'Antonio Isasi-Isasmendi à Ibiza.

Antonio Isasi-Isasmendi a réalisé 13 films entre 1946 et 1988, et a été membre du jury du festival de Berlin en 1981. Il a remporté un Prix Goya d'honneur en 2000.
En 2007, il reçoit la Médaille d'or du mérite des beaux-arts par le Ministère de l'Éducation, de la Culture et des Sports.
Il meurt le 28 septembre 2017, un jour avant l'anniversaire de sa fille, María Isasi.

## Filmographie
- 1950 : Barcelona es bona (court métrage)
- 1954 : Du grain pour les poulets (Relato policíaco)
- 1956 : Le Retour des gosses perdus (La huida)
- 1958 : Rapsodia de sangre
- 1958 : Pasión bajo el sol
- 1959 : Les Révoltés d'Alcantara (es) (Diego Corrientes)
- 1960 : Sentence contre une femme (es) (Sentencia contra una mujer)
- 1962 : La mentira tiene cabellos rojos
- 1962 : Terre de violence (es) (Tierra de todos)
- 1962 : Vamos a contar mentiras
- 1963 : Scaramouche (La Máscara de Scaramouche)
- 1965 : L'Homme d'Istambul (Estambul 65)
- 1968 : Les Hommes de Las Vegas (Las Vegas, 500 millones)
- 1972 : Meurtres au soleil (Un verano para matar)
- 1975 : Rafael en Raphael
- 1977 : Les Crocs du diable (El perro)
- 1988 : El aire de un crimen